# Nemčija v prvi svetovni vojni
V prvi svetovni vojni je bila Nemčija članica centralnih sil, se je borila proti antantnim silam tako na vzhodni kot tudi na zahodni fronti, čeprav je nemško ozemlje večino vojne ostalo relativno varno pred širšo invazijo, razen za kratek čas leta 1914, ko je bila napadena Vzhodna Prusija. V vojno je vstopila 1. avgusta 1914, ko je napovedala vojno Rusiji. Tesna blokada kraljeve mornarice je povzročila hudo pomanjkanje hrane v mestih, zlasti pozimi 1916–17. Ob koncu vojne sta poraz Nemčije in splošno nezadovoljstvo ljudi sprožila nemško revolucijo 1918–19, ki je strmoglavila monarhijo in ustanovila Weimarsko republiko.         

## 1914 - 1915
Po Avstro-Ogrskem napadu na Srbijo konec julija 1914 je Rusija kot glavni zaveznik Srbije napovedala vojno Avstro-Ogrski, na kar je bila Avstro-Ogrska presenečena, česar ni pričakovala. Ker je bila Nemčija glavni zaveznik Avstro-Ogrske, se je odločila, da ji bo pomagala ter 1. avgusta napovedala vojno Rusiji in s tem vstopila v prvo svetovno vojno. Ker so Nemci resnično hoteli premagati Ruse, ki so bili njihovi največji sovražniki, so morali naprej premagati njihove zaveznike Francoze. Nemci so že prej vedeli, da bo Rusija, čeprav je velika, potrebovala veliko časa, da se pripravi na vojno, zato je nemška vojska naredila načrte, da bo svojo vojsko poslala najprej na zahod, kjer bo prvo napadla in premagala Francijo, preden se Rusi pripravijo na vojno, nato pa bo vojsko poslala na vzhod, kjer bo napadla in premagala še Rusijo. 3. avgusta je Nemčija napovedala vojno Franciji. Imela pa je eno težavo: Francozi so imeli na njihovi meji z Nemci veliko utrdb. In ker Nemčija ni hotela izgubljati časa z bojevanjem na francoskih utrdbah se je odločila, da bo v Francijo udrla skozi Belgijo. Belgija je ob začetku vojne razglasila nevtralnost, a ji je Nemčija 3. avgusta napovedala vojno. Hotela je v Belgijo poslati 750.000 svojih čet, da bi prišli mimo francoskih utrdb. Nemci so upali, da bodo Belgijci obupali in da se jim bodo pustili, a se niso in so se bojevali proti Nemcem, pa tudi dokaj dobri so bili v bitkah. Po nemški invaziji na Belgijo je Velika Britanija Nemčiji ukazala takojšen umik njenih čet z ozemlja Belgije, saj je ta imela iz leta 1839 podpisano zavezništvo in dogovor, da bodo Britanci branili Belgijo ob kakršnem koli nemškem napadu. Do tega ni prišlo in 4. avgusta je Velika Britanija napovedala vojno Nemčiji. Nemčija je ob angleški napovedi vojne izvedla podmorniško kampanjo proti Veliki Britaniji, čeprav jo je ta po začetku vojne blokirala.    
V nemškem načrtu napada na Francijo je bilo namenjen hiter napad na Francijo skozi nevtralno Belgijo, nato pa vrnitev proti jugu, da obkroži francosko vojsko na nemški meji. Belgijci so se uprli in sabotirali njihov železniški sistem, da bi Nemce ustavili. Nemci tega niso pričakovali in so zaradi tega naleteli na zamudo ter so se odzvali s sistematičnimi represijami nad civilisti, pri čemer so storili več grozodejstev, v katerih je bilo ubitih skoraj 6.000 belgijskih civilistov, vključno z ženskami in otroki ter požganih 25.000 hiš in zgradb. Načrt je zahteval, da se desna stran nemškega napredovanja približa Parizu in Nemci so bili sprva zelo uspešni, zlasti v bitki za meje med 14. in 24. avgustom. Francoska ofenziva v Nemčijo, ki se je začela 7. avgusta, je imela omejen uspeh. Do 15. avgusta je bila Rusija že pripravljena na vojno, na kar so bili Nemci zelo presenečeni. Nemci so prosili Avstrijce, če lahko zadržijo Ruse. Avstrijci so sprejeli nemško željo in izvedli manjšo invazijo na Rusijo, vendar pa je ruska vojska premagala avstrijsko vojsko ter nato še v več bitkah in vdrla na ozemlje Avstro-Ogrske. Zaradi tega je morala Nemčija poslati več sto vojakov na vzhodno fronto, da bi se lahko zaščitila pred Rusi, ki so takrat začeli napadati njihovo ozemlje ob rusko-nemški meji.
Do 12. septembra so Francozi s pomočjo britanske vojske ustavili nemško napredovanje vzhodno od Pariza v prvi bitki pri Marni med 5. in 12. septembrom. Zadnji dnevi te bitke so pomenili konec mobilnega vojskovanja na zahodu. Medtem, ko je Nemčija nadaljevala z bitkami na ozemlju Francije, je na morju izvedla s podmorniško kampanjo proti Veliki Britaniji. Nemci so februarja 1915 britansko otočje in vso morje okrog otočja razglasili za vojno območje. Od takrat so njihove U-podmornice na tem območju polagale mine ter napadale in potapljale angleške ladje, kdaj tudi francoske, pri čemer so potopili na stotine angleških civilnih in vojaških ladij. Zelo znan primer je potopitev potniške ladje RMS Lusitania, ki jo je maja 1915 ob irski obali potopila nemška podmornica U-20 ker je sumila, da prevaža orožje ali strelivo (kar je bilo tudi res). V napadu je poleg velikega števila britanskih žrtev umrlo tudi 128 Američanov, zaradi česar je bil potop močno kritiziran tako v Angliji kot v ZDA. Takratni ameriški predsednik Woodrow Wilson je v Nemčijo poslal telegram v katerem je opozoril Nemce, da se morajo v prihodnosti izogniti takšnim napadom, kot je bil napad na Lusitanio in da bo, če bodo še naprej napadali civilne ladje, pri katerih bi lahko med žrtvami bili tudi Američani, ZDA prisiljene vstopiti vojno. Po tem poročilu je Nemčija septembra 1915 objavila, da bo napadala samo ladje, ki so dokončno britanske. 
Poleti 1915 je Nemčija ugotovila, da so britanska in francoska vojska preveč dobro pripravljeni in uspešni na zahodni fronti, zato se je odločila upočasniti napade na Francijo ter napasti Rusijo. 26. avgusta 1915 je nato nemška vojska napadla Rusijo. Na vzhodu je le ena poljska armada branila vzhodno Prusijo in ko je Rusija napadla to območje, so Nemci preusmerili nemške sile, namenjene zahodni fronti. Nemčija je v nizu bitk, znanih kot prva bitka pri Tannenbergu med 17. avgustom in 2. septembrom 1915, premagala Rusijo, vendar je ta preusmeritev poslabšala težave zaradi nezadostne hitrosti napredovanja. Centralnim silam so tako preprečili hitro zmago in jih prisilili v vojno na dveh frontah. Nemci so tako zasedli velik del manjšega dela ruskega ozemlja na meji z Nemčijo in Avstro-Ogrsko. Nemška vojska si je v Franciji priborila dober obrambni položaj in je trajno onesposobila 230.000 francoskih in britanskih vojakov. Kljub temu so težave v komunikaciji in vprašljive poveljniške odločitve Nemčijo stale možnosti za zgodnjo zmago v vojni. 

## 1916
V letu 1916 sta bili za Nemčijo značilni dve veliki bitki na zahodni fronti, pri Verdunu in Sommi. Verdun je postal ikonični simbol morilske moči sodobnega obrambnega orožja z 280.000 nemškimi žrtvami in 315.000 francoskimi žrtvami. Na Sommi je bilo več kot 400.000 nemških žrtev, proti več kot 600.000 antantim žrtvam. Na Verdunu so Nemci napadli tisto, za kar so menili, da je šibka francoska stran, kar pa so Francozi kljub temu branili zaradi nacionalnega ponosa. Somma je bila del večnacionalnega načrta zaveznikov za napad na različne fronte hkrati. Nemške težave je povečevala tudi velika "ofenziva Brusilova" v Rusiji, ki je preusmerila več vojakov in vojaških sredstev. Čeprav je Nemčija utrpela manj žrtev kot njeni zavezniki s 150.000 od 770.000 žrtev osrednjih sil, je sočasna ofenziva Verduna premagala nemške sile. Nemški strokovnjaki imajo o bitki na Sommi različne trditve. Nekateri pravijo, da je šlo za nasprotje, večina pa to vidi kot britansko zmago in trdi, da je bila dosežena točka, ko se je nemška sreča začela trajno zmanjševati in je bila strateška pobuda izgubljena, skupaj z nenadomestljivim osebjem in zaupanjem.

## 1917
Januarja 1917 je Nemčija sporočila, da bo znova vodila svojo podmorniško kampanjo in da bo napadla ter potopila vsako ladjo za katero bo mislila, da je britanska. Februarja 1917 so angleški vohuni prestregli nemško ponudbo, ki je ponujala zavezništvo Mehiki, v zameno pa naj bi Mehika po zmagi Nemčije dobila ameriško ozemlje. Američani so bili jezni in zgroženi, zato je predsednik Wilson 4. februarja podpisal prekinitev javnih odnosov z Nemčijo, 6. aprila pa je ameriški kongres pod Wilsonovim dovoljenjem Nemčiji napovedal vojno.
Nemčiji so medtem k morali pripomogle nemške zmage proti Srbiji, Grčiji, Italiji in Rusiji, ki so Centralnim silam dale velike koristi. Morala je bila največja od leta 1914 konec leta 1917 in v začetku leta 1918.  Nemci so ostali v bitki z Rusijo do novembra 1917, ko je Rusija zaradi oktobrske revolucije izstopila iz vojne. V zameno za izstop iz vojne je Nemčija zahtevala, da Rusija svoja zahodna ozemlja podari Nemčiji in Avstro-Ogrski. Čeprav Rusi niso hoteli tega storiti, je Vladimir Lenin, ki je takrat prevzel oblast, podpisal pogodbo in s tem Nemcem in Avstrijcem dal velik del ruskega zahodnega ozemlja, ki so jih Nemčija in Avstro-Ogrska takoj zasedle. Po izstopu Rusije iz vojne je Nemčija leta 1918 znova začela z napadi na Francijo.

## 1918
Spomladi 1918 je Nemčija ugotovila, da se vojna počasi bliža koncu. Pripravila se je na odločilen udarni napad z novimi vojskami in novo taktiko v upanju, da bo zmagala v vojni na zahodni fronti, preden se je v bitki pojavilo na milijone ameriških in britanskih čet. General Erich Ludendorff in feldmaršal Paul von Hindenburg sta imela popoln nadzor nad vojsko, imela sta veliko zalogo okrepitev, ki so jih premestili z vzhodne fronte, in usposabljali čete z novo taktiko, da bi tekli po jarkih in napadli sovražnikova poveljniška in komunikacijska središča. Nova taktika bi resnično vrnila uspehe nemške vojske na zahodni fronti, vendar je bila nemška vojska preveč optimistična. 
Pozimi 1917–18 je bilo na zahodni fronti mirno, britanske žrtve so v povprečju znašale le 3000 smrti na teden. Resni napadi so bili pozimi nemogoči zaradi globokega karamelnega blata. Nemci so na skrivaj pripeljali svoje najboljše vojake z vzhodne fronte, izbrali najbolj izkušene čete in jih celo zimo učili o novi taktiki. S časovnim zamikom bi nemško topništvo povzročilo nenaden, strašljiv prepad tik pred napredujočo pehoto. Ko so se premeščali v manjših enotah in so streljali z lahkimi mitraljezi, bi pri tem najbolj izkušeni vojaki obšli sovražnikove točke in se napotili neposredno na mostove, poveljniška mesta, odlagališča in predvsem lokacije, kjer so bili nameščeni topovi. Z prekinitvijo sovražnikovih komunikacij bi ohromili odziv v kritični prvi polovici ure. Z zatrtjem topništva bi uničili sovražnikovo moč. Zaradi dolgih urnikov sta bili na fronto poslani še dve pehoti, da bi dosegli točke, katere so jih nameravali zasesti. Udarne enote so prestrašile in dezorientirale prvo vrsto vojakov, ki so v paniki pobegnili. Taktika vojakov je zagotovila mobilnost, vendar ni povečala nemške moči.
Boj proti izčrpanju je do takrat dohitel obe strani. Nemčija je porabila vse najboljše vojake, ki jih je imela, in še vedno ni osvojila veliko francoskega ozemlja. Britanci so bili brez sveže delovne sile, vendar so imeli še vedno velike rezerve iz Britanskega cesarstva, medtem ko so Francozi skoraj izčrpali svojo delovno silo. Berlin je ocenil, da bodo Američani pripeljali vse svoje čete in zaloge v nekaj mesecih, vendar so ameriške čete prispele veliko prej, saj so zaloge pustili za sabo, pri čemer so se zanašale na britansko in francosko topništvo, tanke, letala, tovornjake in opremo. Berlin je tudi domneval, da so Američani predebeli, nedisciplinirani in nenavajeni težav in hudih bojev. Kmalu so spoznali, da so se motili. En nemški vojak je v državo poročal: "So fizično dobro postavljeni, njihov odnos je dober ... Trenutno jim manjka le usposabljanje in izkušnje, s katerimi bi lahko naredili močne nasprotnike. Moški so dobre volje in polni naivnega zagotovila."
Do septembra 1918 so bile osrednje sile izčrpane zaradi bojev, ameriške čete so v Francijo prispele s hitrostjo 10.000 vojakov na dan, Britansko cesarstvo je bilo mobilizirano za vojno, ki je doseglo vrhunec na 4,5 milijona mož in 4000 tankov na zahodni fronti. Odločilna zavezniška protiofenziva, znana kot Stodnevna ofenziva, se je začela 8. avgusta 1918 - kar je Ludendorff imenoval "črni dan nemške vojske". Antante vojske so vztrajno napredovale, ko je obramba nemške vojske vedno bolj upadala.
Čeprav so bile nemške vojske ob koncu vojne še vedno na sovražnikovih tleh, so generali, civilno vodstvo - in tudi vojaki ter ljudstvo - vedeli, da je vse brezupno. Začeli so iskati razloge za izstop iz vojne. Lakota in nezadovoljstvo ljudstva z vojno sta povzročila revolucijo po vsej Nemčiji. 24. oktobra je glavna zaveznica Nemčije in začetnica vojne, Avstro-Ogrska, podpisala premirje ter nekaj dni pozneje razpadla, kar je še dodatno oslabilo položaj Nemčije. 11. novembra 1918 se je Nemčija predala ter ob 11:00 uri podpisala premirje. Pri tem so Kaiser in vse kraljeve družine odstopile, v državi pa je oblast nadomestila Weimarska republika.

## Poraz in upor
Mnogi Nemci so želeli konec vojne in vse več Nemcev se je začelo povezovati s politično levico, kot sta Socialdemokratska stranka in bolj radikalna Neodvisna socialdemokratska stranka, ki sta zahtevali konec vojne. Tretji razlog je bil vstop ZDA v vojno aprila 1917, kar je antanti omogočilo še toliko večjo moč. Konec oktobra 1918 se je v Kielu na severu Nemčije začela nemška revolucija 1918–19. Upor so vodili domačini in mnoge mornarje so prepričali, naj se jim pridružijo; upor se je hitro razširil na druga mesta. Hindenburg in visoki generali so medtem izgubili zaupanje v Kaiserja in njegovo vlado.
Jeseni 1918 so z notranjo revolucijo, zastojem vojne, Bolgarija in Osmansko cesarstvo prosili za premirje, Avstro-Ogrska je razpadla zaradi več etničnih napetosti in pritisk nemškega vrhovnega poveljstva, Kaiserja in vseh nemških vladajočih knezov je povzročil padec nemške oblasti. Socialdemokrat Philipp Scheidemann je 9. novembra 1918 v sodelovanju s podjetjem in srednjim razredom razglasil republiko. Nova vlada pod vodstvom nemških socialdemokratov je pozvala in podpisala premirje 11. novembra 1918; v praksi je šlo za predajo, zavezniki pa so ohranili pomorsko blokado, da bi zagotovili prednost pri pogajanjih. Zdaj že propadlo nemško cesarstvo je nasledila Weimarska republika.
Ker so nemške vojaške sile na dan premirja še vedno zasedale dele Francije in okupirano Belgijo, so različne nacionalistične skupine in tiste organizacije, ki so bile jezne zaradi poraza v vojni, preložile krivdo na civiliste; obtožili so jih, da so izdali vojsko in se predali. To je prispevalo k "mitu o zabadanju v hrbet", ki je v dvajsetih letih prevladoval v nemški politiki in povzročil nezaupanje do demokracije in weimarske vlade.

## Vojne žrtve
Nemčija je od 65 milijonov prebivalcev zaradi vojnih razlogov (zlasti zaradi blokade hrane) utrpela 1,7 milijona vojaških smrti in 430.000 civilistov ter približno 17.000 ubitih v bitkah v Afriki in drugih čezmorskih kolonijah.
Zavezniška blokada se je nadaljevala do julija 1919, kar je povzročilo hude dodatne stiske.

## Mirovna pogodba
Ko je bila leta 1919 organizirana mirovna konferenca, Nemčija ni bila povabljena na konferenco. 28. junija 1919 pa so nemški predstavniki v Parizu podpisali Versjajsko mirovno pogodbo. S tem je Nemčija izgubila vse kolonije in ozemlja, ki so bila nato vrnjena Franciji in Veliki Britaniji. Nemška vojska je bila zmanjšana na 100.000 vojakov, njena mornarica pa je lahko imela samo 6 bojnih ladij in nič U-podmornic, hkrati pa ni bilo dovoljeno zračne sile. Poleg tega je Nemčija morala plačati stroške obnove, ki so bili ocenjeni na 132 milijarde mark. Po vrhu ji ni bilo dovoljeno, da se pridruži Ligi narodov in so morali prejeti krivdo za vso škodo v vojni. S tem je bilo namenjeno preprečiti Nemčiji, da bi še kdaj postala vojaška sila.